# 大衛·柯普
大衛·柯普（英語：David Koepp，1963年6月9日—），美國男編劇和導演。他所參與電影的票房已超過23億美元，成為全美票房收入第五高的編劇。較知名的編劇作品如電影《侏羅紀公園》（1993年）、《不可能的任務》（1996年）、《侏羅紀公園：失落的世界》（1997年）、《印地安納瓊斯：水晶骷髏王國》（2008年）、《傑克萊恩：詭影任務》（2014年）和《但丁密码》（2016年）；而導演作品則如《槍聲響起》（1996年）、《靈異駭客》（1999年）、《秘窗》（2004年）、《超感應妙醫》（2008年）、《超急快遞》（2012年）與《神鬼大盜》（2015年）。

## 早期生活
柯普出生於威斯康辛州的皮沃基。父親唐納·柯普（Donald Koepp）擁有一間看板公司，而母親則是名家庭治療師。他曾就讀位於威斯康辛州威爾士的釜磧高中。而他後來於加州大學洛杉磯分校中獲得電影系學士學位。

## 外部連結
- 大衛·柯普在互联网电影资料库（IMDb）上的資料（英文）